# Лукьяновка (Херсонская область)
Лукьяновка (укр. Лук'янівка) — село в Любимовской поселковой общине Каховского района Херсонской области Украины.
Население по переписи 2001 года составляло 45 человек. Почтовый индекс — 74802. Телефонный код — 5536. Код КОАТУУ — 6523580503.

## Местный совет
74820, Херсонская обл., Каховский р-н, с. Василевка, ул. Карла Маркса, 36